# Ligueux, Dordogne
Ligueux är en kommun i departementet Dordogne i regionen Nouvelle-Aquitaine i sydvästra Frankrike. Kommunen ligger i kantonen Savignac-les-Églises som tillhör arrondissementet Périgueux. År 2018 hade Ligueux 294 invånare.

## Befolkningsutveckling
Antalet invånare i kommunen Ligueux
Referens:INSEE